# Краніометричні точки
Краніометричні точки — точки на черепі, що використовуються для забезпечення правильних антропометричних вимірювань.
Важливе значення має розміщення черепа у встановленій площині (горизонталі). Найбільш вживане орієнтування в так званій франктфуртській горизонталі, при якій голова повинна фіксуватися таким чином, щоб обидві козелкові точки і нижній край лівої очниці розташовувалися в горизонтальній площині.

## Позначення краніометричних точок
ast — asterion; au — auriculare; b — bregma; ba — basion; co — coronale; d — dakryon; ek — ektokonchion; eu — euryon; fmo — frontomalare orbitale; fmt — frontomalare temporale; ft — frontotemporale; g — glabella; gn — gnathion; go — gonion; ho — hormion; i — inion; id — infradentale; it — infratemporale; ju — jugale; k — krotophion; l — lambda; l — lakrimale; m — metopion; mf — maxillofrontale; ml — mentale; ms — mastoideale; n — nasion; ns — nasospinale; o — opisthion; ol — orale; op — opisthokranion; or — orbitale; pg — pogonion; po — porion; pr — prosthion; pt — pterion; rhi — rhinion; sg — supraglabellare; so — supraorbitale; sphba — sphenobasion; sphn — sphnenion; ss — subspinale; st — stephanion; sta — staphylion; ste — stenion; zm — zygomaxillare; zy — zygion.

## Основні краніометричні точки
- Астеріон, asterion (ast) — точка в пункті сходження ламбдоподібного, потилично-соскоподібного і тім'яно-соскоподібного швів.
- Аурікуляре, auriculare (au) — точка на корені виличного відростка скроневої кістки, що лежить над серединою зовнішнього слухового проходу.
- Брегма[ru], bregma (b) — точка в місці сходження сагітального і вінцевого швів.
- Вертекс (тім'я), vertex (v) — найбільш високо розташована в медіально-сагітальній площині точка черепа, розташованого за франктфуртською горизонталлю.
- Глабела, glabella (g) — найбільш виступаюча вперед в медіально-сагітальному перерізі точка на носовому відростку лобової кістки, де лобова кістка утворює більш-менш виражену опуклість (на дитячих черепах ця опуклість відсутня).
- Гнатіон (підборіддя), gnathion (gn) — точка на нижньому краї нижньої щелепи.
- Гоніон, gonion (go) — точка на зовнішній поверхні нижньої щелепи, що лежить на вершині кута, утвореного нижнім краєм тіла щелепи і заднім краєм гілки.
- Дакріон, dakryon (d) — точка на внутрішній стінці орбіти в місці зіткнення верхнього кінця гребеня слізної кістки з лобно-слізним швом.
- Зігомаксіляре, zygomaxillare (zm) — найнижня точка на вилично-щелепному шві.
- Ініон, inion (i) — точка в місці сходження верхніх півколових ліній в медіально-сагітальній площині; визначення цієї точки як при слабо виражених півколових лініях, так і при наявності потиличного валика важко.
- Інфрадентале, infradentale (id) — точка на верхньому краї альвеолярного відростка нижньої щелепи між двома внутрішніми різцями.
- Лямбда, lambda (l) — точка на перетині ламбдоподібного і стрілоподібного швів.
- Максиллофронтале, maxillofrontale (mf) — точка перетину внутрішнього краю орбіти з лобно-щелепним швом.
- Метопіон, metopion (m) — точка, що лежить в місці перетину лінії, що з'єднує вершини лобових горбів з медіально-сагітальною площиною.
- Назіон, nasion (n) — точка перетину носо-лобного шва з медіально-сагітальною площиною.
- Назоспінале, nasospinale (ns) — точка перетину медіально-сагітальної площини з лінією, що з'єднує нижні краї лівої і правої половин грушоподібного отвору.
- Опістіон, opistion (o) — точка в середині заднього краю великого потиличного отвору.
- Опістокраніон, opisthokranion (op) — найвіддаленіша від глабели точка на потиличній кістці в медіальній площині; ця точка визначається виміром найбільшого поздовжнього діаметра від глабели.
- Орале, orale (ol) — точка в передній частині кісткового піднебіння на перетині медіально-сагітальної площини з лінією, яка з'єднує задні краї альвеол внутрішніх різців.
- Орбітале, orbitale (or) — найнижча точка на нижньому краї очної орбіти; служить для орієнтування черепа у франктфуртській горизонталі.
- Поріон, porion (po) — точка на середині верхнього краю слухового отвору, глибше від аурікуляре.
- Простіон, prosthion (pr) — найбільш виступаюча вперед точка на передній поверхні верхньощелепної кістки між двома внутрішніми різцями; слід відрізняти від цієї точки альвеолярную точку, що лежить на нижньому краї альвеолярного відростка між тими ж різцями.
- Птеріон, pterion — точка на бічній поверхні черепа, в місці з'єднання швів між тім'яною, скроневою і клиноподібною кістками.
- Риніон, rhinion (rhi) — точка перетину міжносового шва з верхнім краєм грушоподібного отвору.
- Стафіліон, staphylion (sta) — точка перетину серединного піднебінного шва з лінією, яка з'єднує краї задніх вирізок піднебіння.
- Субспінале, subspinale (ss) — найглибша точка під носовим шипом на міжщелепному шві.
- Фронтмаляре орбітале, frontomalare orbitale (fmo) — точка на зовнішньому краї очної орбіти в місці її перетину з вилично-лобовим швом.
- Фронтмаляре темпорале, frontomalare temporale (fmt) — точка в місці найбільшого звуження скроневих ліній на вилично-лобовому шві.
- Фронттемпорале, frontomalare (ft) — точка на скроневому гребені лобової кістки, що лежить в місці її найбільшого звуження.
- Ектоконхіон, ektokonchion (ek) — точка на зовнішньому краї орбіти, де він перетинається лінією, проведеною паралельно верхньому краю і ділить орбіту навпіл.
- Еуріон (Юріон), euryon (eu) — найбільш виступаюча назовні точка бічної поверхні черепа, що лежить найчастіше на тім'яній кістці, рідше у верхній частині луски скроневої кістки; ця точка визначається виміром найбільшого поперечного діаметра.